# Pražský posel (1846-1852)
Pražský posel (úplný název Pražský Posel: Sbjrka užitečného i kratochwilného čtenj pro lid gazyka českého) je časopis, který v letech 1846–1852 vydával pražský nakladatel Jaroslav Pospíšil. Zpočátku vycházel Pražský posel jako neperiodický – v roce 1846 a 1847 vyšly dva díly po šesti svazcích. V roce 1848 byl změněn na politický týdeník.
Redaktorem Pražského posla byl od března 1846 do dubna 1849 J. K.Tyl, po něm převzal tuto činnost Josef Vojtěch Houška (1826–1875).
K angažování Josefa Kajetána Tyla jako redaktora Pražského posla se uvádí, že vydavatel Pospíšil ho ke konci roku 1845 odvolal z redakční práce v časopisu Květy (důvodem byly obavy o řádné dodávání rukopisů), přesto mu vzhledem k jeho nepochybným kvalitám navrhl, aby vedl nový časopis. Jiný zdroj uvádí, že na odklon Josefa Kajetána Tyla od volné literární tvorby k práci na Pražském poslu měla vliv kritika Karla Havlíčka Borovského, který se nepříznivě vyjádřil o jeho díle Poslední Čech.

## Časopisy se shodným nebo podobným názvem
V článku Posel z Prahy jsou uvedena periodika s podobným názvem, se kterými bývá Pražský posel zaměňován.